# Daishirō Miyazaki
Daishirō Miyazaki (japanisch 宮崎 大志郎 Miyazaki Daishirō; * 21. April 1983 in der Präfektur Kumamoto) ist ein ehemaliger japanischer Fußballspieler.

## Karriere
Miyazaki erlernte das Fußballspielen in der Universitätsmannschaft der Komazawa-Universität. Seinen ersten Vertrag unterschrieb er 2006 bei Rosso Kumamoto (heute: Roasso Kumamoto). Der Verein spielte in der dritthöchsten Liga des Landes, der Japan Football League. 2007 wurde er mit dem Verein Vizemeister der Japan Football League und stieg in die J2 League auf. Für den Verein absolvierte er 46 Ligaspiele. Ende 2009 beendete er seine Karriere als Fußballspieler.